# Helen Leumann

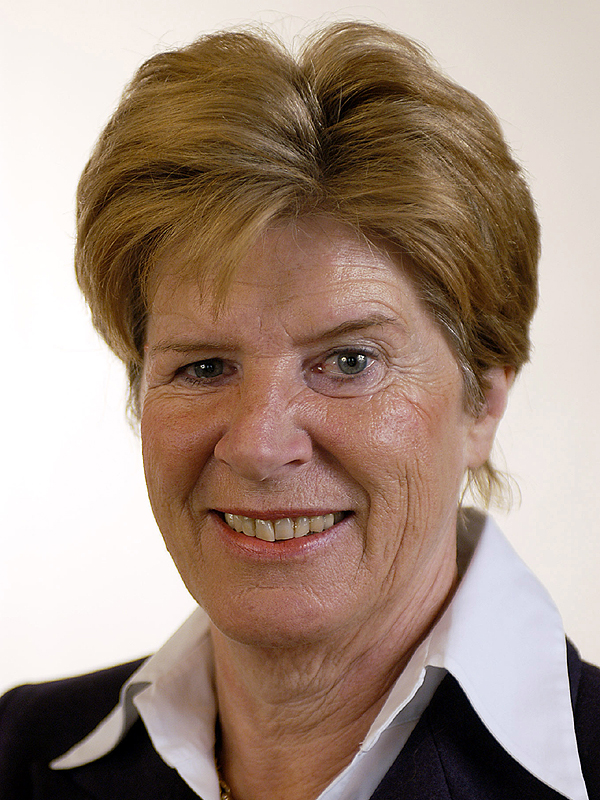
Helen Leumann

Helen Leumann-Würsch (* 7. November 1943 in Pfäffikon ZH; † 31. Dezember 2014 in Meggen) war eine Schweizer Politikerin (FDP).
Von Juni 1983 bis März 1995 gehörte Leumann dem Grossen Rat des Kantons Luzern an. Von Dezember 1995 bis Dezember 2011 vertrat sie den Kanton Luzern im Ständerat. Dort nahm sie Einsitz in die Geschäftsprüfungskommission, die Kommission für Wissenschaft, Bildung und Kultur und die Kommission für Wirtschaft und Abgaben.
Leumann arbeitete als Geschäftsfrau im familieneigenen Betrieb, war verheiratet und Mutter von drei Kindern.